# Lippai József
Lippai József (Kisvárda, 1966. január 25.) magyar labdarúgó, edző. Posztját tekintve kapus. 2016 óta a Vasas FC kapusedzője.

## Játékos-pályafutása
1980-ban kezdte el az Újpest korosztályos csapatában a labdarúgást, itt 1988-ig játszott, majd a fővárosban maradva az akkor NB III-as BVSC kapusa lett, amellyel később bajnokságot nyert és lejátszotta első NB II-es mérkőzéseit. 1990-ben a szintén NB II-es Budafoki MTE-hez igazolt, ahol első számú kapusként játszott, majd egy szezon erejéig a Bagi FC-hez került. Ezt követően visszatért a BVSC-hez, amellyel 1993-ban lejátszotta első NB I-es mérkőzéseit. A szezonban összesen hat meccsen lépett pályára.
1995-ben a III. Kerületi TVE csapatának lett tagja, amellyel 1996-ban feljutott az NB I-be. Az óbudai klubnál 1998-ig maradt, itt összesen két szezonban harmincöt élvonalbeli mérkőzésen szerepelt. 1999-ben visszatért az NB II-be, a BKV Előréhez, ahol 2002-ben fejezte be pályafutását. Összesen negyvenegy élvonalbeli mérkőzésen és több mint négyszáz másodosztályú mérkőzésen állt csapatai kapujában. Emellett futsallal is foglalkozott, bekerült a magyar futsal-válogatottba is.

## Edzőként
Játékos-pályafutásának végével az MTK-hoz került, ahol először a Sándor Károly Labdarúgó Akadémia kapusainak edzéseit vezette, valamint besegített a felnőtt csapat munkájába is. Itt öt évet töltött, majd a Győri ETO FC-hez igazolt, itt a Fehér Miklós Labdarúgó Akadémia vezető kapusedzőjeként dolgozott, emellett 2010 és 2011 között az ETO második csapatának, valamint a futsalcsapatnak is kapusedzője volt. Ezzel párhuzamosan 2004-től a Magyar Labdarúgó-szövetség alkalmazásába is bekerült, itt először au U15-ös, majd az U21-es válogatott kapusedzője volt, később a felnőtt válogatott kapusedzéseit is vezette, Erwin Koeman stábjának volt tagja.
2009–10-ben a magyar kapusedzőképzésben is részt vett oktatóként. 2012-ben megszerezte az UEFA kapusedzői képesítését, és 2014-ig főállásban dolgozott az MLSZ-nél. Ezután a Diósgyőri VTK utánpótlásának szakmai vezetője volt, valamint Veréb György mellett dolgozott a felnőtt csapatnál is. 2016-ban leszerződtette a Vasas FC, amellyel a 2016–2017-es szezonban harmadik helyet ért el, illetve a kupadöntős csapat szakmai stábjának is tagja volt.